# Lithoptila abdounensis
Lithoptila abdounensis — викопний вид фаетоноподібних птахів вимерлої родини Prophaethontidae, що існував в палеоцені. Рештки птаха знайдені в Марокко. Описаний з решток нейрокраніуму.